# IC 3017
IC 3017 ist eine Spiralgalaxie mit aktivem Galaxienkern vom Hubble-Typ S? im Sternbild Coma Berenices am Nordsternhimmel. Sie ist rund 872 Millionen Lichtjahre von der Milchstraße entfernt und hat einen Durchmesser von etwa 105.000 Lichtjahren.

Im selben Himmelsareal befinden sich u. a. die Galaxien IC 3008, IC 3018, IC 3019, IC 3029.
Das Objekt wurde am 7. Mai 1904 von Royal Harwood Frost entdeckt.